# Maria de Cosme de Mèdici
Maria de Cosme de Mèdici, Maria di Cosimo de' Medici (italià) o Maria de Mèdici (Florència, Ducat de Florència, 3 d'abril de 1540 - íd. 19 de novembre de 1557) fou una princesa italiana membre de la dinastia Mèdici.
Era la filla gran del duc Cosme I de Mèdici i Elionor de Toledo. Fou neta per línia paterna de Giovanni dalle Bande Nere i Maria Salviati, i per línia materna de Pedro Álvarez de Toledo y Zúñiga i de la marquesa de Villafranca Juana Osorio y Pimentel. Fou germana, entre d'altres, dels Grans Ducs Francesc I i Ferran I de Mèdici; d'Isabella de Mèdici, casada amb Paolo Giordano I Orsini; i de Lucrècia de Mèdici, casada amb Alfons II d'Este.
Va ser educada juntament amb els seus germans dins de les idees humanistes del Renaixement, destacant especialment en les llengües. Fou concertat el seu matrimoni amb Alfons II d'Este, però la seva mort prematura als 17 anys i ocorreguda el 1557 a Florència, a causa de la malària, comportà que aquest finalment contragués matrimoni amb la seva germana Lucrècia.